# Fascicularia
Fascicularia là một chi thực vật có hoa trong họ Bromeliaceae.